# BT-13教练机
BT-13“勇敢的人”教练机是美国伏尔梯公司(后改称团结-伏尔梯公司，又改为康维尔公司)为美国陆军航空队研制的中级基础教练机（当时采取三阶段学飞）。采用单发小功率发动机，起落架不可收放。是第二次世界大战期间美国产量最大的单翼基础教练机。

## 历史
与初级教练机比较，其速度更快、起飞更重，要求飞行学员使用双工无线电通信、操纵着陆襟翼与两个定位的可变距螺旋桨。但BT-13没有可收放起落架与液压系统。需要使用曲柄与钢缆操控襟翼。
使用普惠发动机的称为BT-13，使用莱特发动机的则称为BT-15。海军的BT-13称为SNV。BT-13产量超过基础教练机总产量的一多半。
1938年开始投标设计。1939年8月出现BT-13原型。1940年6月进入陆军航空队服役。 
BT-13A与原型机相比，采用了普惠R-985-AN-1发动机，去除了不可收回起落架的大型整流罩。BT-13B型把原来的12V直流电改为24V直流电。由于普惠R-985供应紧张，还生产了采用莱特R-975-11发动的BT-15。
美国海军采购了1,150 BT-13A型称之为SNV-1，还采购了650架SNV-2称为BT-13B。
1945年5月美国海军宣布该机已经过时，用SNJ (T-6)取代。陆军用AT-6取代了BT-13。
二战后，美国官方以每架数百美元甩卖作为“剩余物资”的BT-13。

## 在中国使用情况
国民革命军空军在抗日战争时期，于印度旁遮普邦的腊河机场培训新飞行员。初级教练机采用PT-17、PT-19。中级教练机采用BT-13。高级教练机采用AT-6。
中国人民解放军空军习惯称之为“福利特”教练机，1952年退役。

## 性能(BT-13A)
参考资料：United States Military Aircraft since 1909
基本信息
- 机组：2
- 長度：28英尺10英寸（8.79）
- 翼展：42英尺0英寸（12.80）
- 高度：11英尺6英寸（3.51）
- 机翼面积：239平方英尺（22.2平方）
- 空重：3,375英磅（1,531）
- 总重：4,496英磅（2,039）
- 发动机：1台普惠R-985（英语：Pratt & Whitney R-985）-AN-19缸气冷星形发动机，450匹馬力（340千瓦特）
- 螺旋桨：2桨叶哈密尔顿标准公司的2定位

性能
- 最大速度：180英里每小時（290每小時；156節）
- 航程：725英里（630海里；1,167）
- 升限：21,650英尺（6,600）
- 爬升至高度时间：9.2分钟爬升10,000英尺（3,000米）

## 书目
- Andersson, Lennart. . Taipei, Republic of China: AHS of ROC. 2008. ISBN 978-957-28533-3-7.
- . Air Enthusiast Quarterly. n.d., (2): 154–162. ISSN 0143-5450.
- Sapienza, Antonio Luis.  [Paraguayan Military Aviation During the Second World War]. Avions: Toute l'Aéronautique et son histoire. May 2001, (98): 30–33. ISSN 1243-8650 （法语）.
- Swanborough, F. G.; Bowers, Peter M. . London: Putnam. 1963.
- Wegg, John. . London: Putnam Aeronautical Books. 1990. ISBN 0-85177-833-X.